# Inteligencia artificial (single)
«Inteligencia artificial» es un sencillo del grupo musical Aviador Dro, editado en marzo del año 2001 por el sello "Cosmos", bajo la referencia COSCD021.

Su grabación se llevó a cabo en los estudios Reactor entre los meses de septiembre y noviembre de 2000 y fue producido por la propia banda y Moncho Campa.
El tema "Inteligencia artificial" se extrajo de su álbum Mecanisburgo.

## Lista de canciones
| Título                    | Autor              | Duración |
| ------------------------- | ------------------ | -------- |
| «Inteligencia artificial» | Servando Carballar | 4:17     |
| «Ascensor orbital»        | Servando Carballar | 4:39     |